# La Misma Gente (orquesta colombiana)
La Misma Gente es una orquesta de salsa colombiana fundada en 1978 en Palmira, 27 km al este de Cali, por el Músico Jaime Henao. Se convirtió en uno de los grupos emblemáticos de salsa de Cali junto con Grupo Niche y Orquesta Guayacán, aunque a diferencia de estos grupos, el grupo era originalmente del Valle del Cauca y había comenzado con una banda de bachillerato principalmente blanca. Los primeros registros del grupo se basan en el sonido puertorriqueño del cuarteto de trompeta Sonora Ponceña, que Henao había escuchado como joven, aunque se expandió con dos saxofones y un trombón. Las primeras canciones exitosas de la banda fueron "Juanita Ae", " Caro Carolina" y "Titicó". Los éxitos posteriores incluyen "Hasta Que Llegaste", "No Hay Carretera", y "Perfume de París". Los vocalistas han cambiado a lo largo de los 30 años de la banda, pero en el DVD que conmemora los 30 años de la orquesta, los vocalistas son Rey Calderón y Nelson Morales.

## Discografía
- En su Salsa (Sonolux, 1986)
- La Misma Gente Orquesta (Sonolux, 1987)
- Suena!! (Sonolux, 1988)
- En la Jugada (Sonolux, 1989)
- Sencillamente Genial ... Perfume De París (Combo Records, 1990)
- El Loco/¡Ah ... tu Sabes! (Combo Records, 1991)
- Cambios (Combo Records, 1992)
- Caliche (Codiscos, 1993)
- Siempre (Codiscos, 1994)
- Nos Quedamos con la Salsa (Codiscos, 1995)
- Caminantes (Fonocaribe, 1998)
- Con Sabor Internacional (Latino's & Co., 2001)
- 25 Aniversario (Latino's & Co, 2004)
- 30 Aniversario, Pasado y Presente (Discos Fuentes, 2012)
- Mi Promesa Soltera (Discos Fuentes, 2013)
- Soltero Llevao (Discos Fuentes, 2014)